# Andriska Géza
Andriska Géza (Kalocsa, 1950. december 12. –) magyar sebészorvos, politikus, országgyűlési képviselő.

## Életpályája
Általános és középiskoláit szülővárosában végezte el. 1969-ben érettségizett az I. István Gimnáziumban. 1969–1975 között a SZOTE hallgatója volt. 1975–1976 között a gyulai kórház sebészetén praktizált. 1976-tól a kalocsai kórház sebészetén dolgozik. 1979-ben sebész szakvizsgát tett. 1987-től adjunktus.
1989-től az SZDSZ tagja, a városi szervezet ügyvivője. 1990–1994 között országgyűlési képviselő volt (Kalocsa). 1994-ben, 1998-ban és 2002-ben képviselőjelölt volt.

## Családja
Szülei: Andriska Géza és Timpauer Klára voltak. Felesége, Ernőházai Ildikó.

## Díjai
- Ilk Viktor-díj (2000)[4]